# Tom és Jerry – A diótörő varázsa
A Tom és Jerry – A diótörő varázsa (eredeti címén Tom and Jerry: A Nutcracker Tale) 2007-ben megjelent amerikai 2D-s számítógémes animációs film, amely Tom és Jerry című videofilmsorozat ötödik része. Az animációs játékfilm rendezői Spike Brandt és Tony Cervone, producere Tom Minton, a zenéjét Dirk Brossé szerezte. A videofilm a Turner Entertainment és a Warner Bros. gyártásában készült, a Warner Home Video forgalmazásában jelent meg. Műfaja fantasy filmvígjáték. Amerikában 2007. október 2-án, Magyarországon 2007. november 20-án adták ki DVD-n.

## Történet
Jerry egy üres operaházban azt kívánja, bárcsak felléphetne a világot jelentő deszkákon, és láss csodát, teljesül a kívánsága! A kisegér egy varázslatos birodalomban találja magát, ahol bármi lehetséges: cukorból vannak a fák, dalra fakadnak a hópelyhek, és még a játékok is életre kelnek. Jerry örömében táncra perdül egy bájos balerinával, ám a mulatság nem tart sokáig: Tom vezetésével kóbor macskák tűnnek fel a birodalomban, elrabolják a kisegér táncos lábú partnerét, és szörnyű felfordulást rendeznek. Jerryre hárul a feladat, hogy rendet rakjon, és új barátaival karöltve móresre tanítsa a rosszcsont macskákat.

## Szereplők
| Szereplő           | Eredeti hang      | Magyar hang                                    |
| ------------------ | ----------------- | ---------------------------------------------- |
| Tom                | N/A               | N/A                                            |
| Jerry              | N/A               | N/A                                            |
| Tuffy              | Chantal Strand    | Mánya Zsófi                                    |
| Paulie             | Ian James Corlett | Szombathy Gyula                                |
| Nelly              | Kathleen Barr     | Orosz Anna                                     |
| La Petite Balerina | Tara Strong       | Spilák Klára                                   |
| Macska király      | Garry Chalk       | Reviczky Gábor                                 |
| Lackey             | Trevor Devall     | Harsányi Gábor                                 |
| A játékmester      | Richard Newman    | Kézdy György                                   |
| Dr. Malevolent     | Mark Oliver       | Láng Balázs                                    |
| Macskák            | N/A               | Bodrogi Attila ifj Jászai László Kossuth Gábor |

## Televíziós megjelenések
- Cinemax, Cinemax 2, Boomerang, Cartoon Network
- TV2